# Liste der sowjetischen und russischen Botschafter in Syrien
| Ernannt / Akkreditiert | Name in lateinischen Buchstaben        | russisch                           | Lebensdaten      | Bemerkungen | russischer Ministerpräsident        | Staatsoberhaupt Syriens  | Posten verlassen |
| ---------------------- | -------------------------------------- | ---------------------------------- | ---------------- | --- | ----------------------------------- | ------------------------ | ---------------- |
| 14. Sep. 1944          | Daniil Semjonowitsch Solod             | Солод, Даниил Семёнович            | (* 1908; † 1988) | Gesandter | Josef Stalin                        | Schukri al-Quwatli       | 22. Apr. 1950    |
| 22. Apr. 1950          | Ilja Kaissarowitsch Tawadse            | Илья Кайсарович Тавадзе            | (* 1904)         | Gesandter | Josef Stalin                        | Haschim Chalid al-Atassi | 24. Nov. 1950    |
| 24. Nov. 1950          | Wassili Afanassjewitsch Beljajew       | Василий Афанасьевич Беляев         | (* 1904; † 1957) | Gesandter | Josef Stalin                        | Haschim Chalid al-Atassi | 2. Sep. 1953     |
| 2. Sep. 1953           | Sergej Sergejewitsch Nemtschina        | Немчина, Сергей Сергеевич          | (* 1912; † 1978) | Gesandter bis 22. November 1955, dann Botschafter, 1950 Gesandter in Thailand. | Georgi Maximilianowitsch Malenkow   | Adib asch-Schischakli    | 22. Feb. 1958    |
| 3. Nov. 1961           | Anatoli Alexejewitsch Barkovski        | Барковский, Анатолий Александрович | (* 1921)         | Botschafter 1970–1973: Botschafter in Nikosia, 1973–1982: Botschafter in Bagdad. | Nikita Sergejewitsch Chruschtschow  | Maamun al-Kuzbari        | 12. Feb. 1968    |
| 12. Feb. 1968          | Nuritdin Akramowitsch Muchitdinow      | Мухитдинов, Нуритдин Акрамович     | (* 1917; † 2008) | | Leonid Iljitsch Breschnew           | Nureddin al-Atassi       | 1. Apr. 1977     |
| 1. Apr. 1977           | Juri Nikolajewitsch Tschernjakow       | Черняков, Юрий Николаевич          | (* 1918; † 2004) | 1967–1970: zeitweise Geschäftsträger in Washington, D. C., 1979–1984 – Leiter der Presseabteilung, Mitglied der UdSSR Außenministerium.                                                                                          | Leonid Iljitsch Breschnew           | Hafiz al-Assad           | 16. Mai 1979     |
| 16. Mai 1979           | Wladimir Iwanowitsch Juchin            | Юхин, Владимир Иванович            | (* 1918)         | 6. Mai 1970 bis 31. August 1974 Botschafter in Mali. | Leonid Iljitsch Breschnew           | Hafiz al-Assad           | 12. Sep. 1984    |
| 12. Sep. 1984          | Felix Nikolajewitsch Fedotow           | Федотов, Феликс Николаевич         | (* 1929; † 1997) | 1972–1978 Botschafter im Sudan, 1978–1982:Botschafter in der Demokratischen Volksrepublik Jemen, 1986–1990: Botschafter in den Vereinigten Arabischen Emiraten.                                                                  | Konstantin Ustinowitsch Tschernenko | Hafiz al-Assad           | 23. Sep. 1986    |
| 24. Sep. 1986          | Alexander Sergejewitsch Dsasochov      | Дзасохов, Александр Сергеевич      | (* 1934)         | | Andrei Andrejewitsch Gromyko        | Hafiz al-Assad           | 27. Jan. 1989    |
| 27. Jan. 1989          | Alexander Iwanowitsch Sotow            | Александр Иванович Зотов           | (* 1941)         | | Michail Sergejewitsch Gorbatschow   | Hafiz al-Assad           | 25. Dez. 1991    |
| 25. Dez. 1991          | Alexander Iwanowitsch Sotow            | Александр Иванович Зотов           | (* 1941)         | | Boris Nikolajewitsch Jelzin         | Hafiz al-Assad           | 13. Sep. 1994    |
| 13. Sep. 1994          | Wiktor Jurjewitsch Gogitidse           | Гогитидзе, Виктор Юрьевич          | (* 1952; † 2014) | | Boris Nikolajewitsch Jelzin         | Hafiz al-Assad           | 31. Aug. 1999    |
| 31. Aug. 1999          | Robert Wartanowitsch Markarjan         | Маркарян, Роберт Вартанович        | (* 1949)         | 2006–2009: Ambassador-at-Large September 2009: Botschafter in Kroatien. | Boris Nikolajewitsch Jelzin         | Hafiz al-Assad           | 10. Nov. 2006    |
| 1. Dez. 2006           | Sergej Wadimowitsch Kirpitschenko      | Кирпиченко, Сергей Вадимович       | (* 1951)         | Januar 1998 bis Dezember 2000 Botschafter in den Vereinigten Arabischen Emiraten, 2000–2004: Botschafter in Tripolis, 2004–2006 Botschafter-at-Large, 2011 Russlands Botschafter in Kairo und Vertreter bei der Arabischen Liga. | Wladimir Wladimirowitsch Putin      | Baschar al-Assad         | 7. Sep. 2011     |
| 7. Sep. 2011           | Asamat Rachmetowitsch Kulmuchametow    | Кульмухаметов, Азамат Рахметович   | (* 1953)         | 4. Januar 2003 bis 28. Januar 2008: Botschafter in Kuwait. | Dmitri Anatoljewitsch Medwedew      | Baschar al-Assad         | 22. Dez. 2014    |
| 22. Dez. 2014          | Alexander Alexandrowitsch Kinschtschak | Кинщак, Александр Александрович    | (* 1962)         | | Dmitri Anatoljewitsch Medwedew      | Baschar al-Assad         |                  |